# 創価学会の楽曲一覧
この項目では創価学会で用いられる楽曲について解説・列挙する。
そのうち学会歌（がっかいか）とは、創価学会で愛唱されている歌である。学会草創期から、学会内部での各会合や座談会などで幅広く歌われており、代表曲に『威風堂々の歌』や『人間革命の歌』、『誓いの青年よ』などがある。

## 歴史
創価学会の公式サイトによれば、「学会歌」とは学会員による座談会や会合で歌われるものである。
学会歌が最初に歌われたのは、1946年（昭和21年）9月の第二回法華経講義の席である。また、「学会歌」という呼び方が、学会員の間に定着したのは1948年（昭和23年）頃である。
月例の本部幹部会において、池田大作名誉会長（以下・池田名誉会長）みずから扇子を広げて立ち、全身で学会歌唱和の指揮を執ることがしばしばあった。中間幹部や一般信徒の集会（「会合」）においても、金銀の扇子や青・黄・赤の三色旗を掲げて学会歌を歌うようすが伝えられている。

## 一覧

### 学会歌
以下は2024年8月現在、創価学会の公式サイト「SOKAnet」で「学会歌」と定められているものである。また特記無き場合、楽曲の解説は「SOKAnet」などで行われている自主公表に準拠している。8
人間革命の歌
作詞・作曲 山本伸一
発表 1976年7月
山本伸一は池田名誉会長のペンネームである。池田名誉会長は作詞を7月16日までに行い、7月18日に本部幹部会にて発表した。2018年11月18日に行われた世界広布新時代第39回本部幹部会では、前奏と後奏をアレンジした特別バージョンで歌われた。
威風堂々の歌
作詞 大橋幸栄、作曲 不詳
発表 1955年3月
「地区歌」の無かった京都で発生した楽曲。歌詞は早々にできあがったものの、当初は歌うたびに曲が変わっていたと言い、1ヵ月ほど経ってようやく曲も安定してきたと言う。作曲者不詳となっているが日本軍の軍歌である「愛馬とともに」の替え歌（同じ曲）である。
世界広布の歌
作詞 創価学会男子部有志、作曲 有島重武
発表 1963年7月
1960年、池田名誉会長が会長就任直後に行った初の海外指導を応援するために作られた。歌詞の原案は群馬県と栃木県の男子部有志による。
新世紀の歌
作詞 佐々木政俊、作曲 上田金治郎
発表 1961年11月 
当初は『東北健児の歌』として、東北本部落成式で発表されたもの。これを池田名誉会長が気に入り、題名を『新世紀の歌』と改めた上で全国で歌われることとなった。
今日も元気で
作詞・作曲 渡辺照子
発表 1968年8月
婦人部の活動を歌ったもの。アメリカでは「フォーエバー・センセイ」、フランスでは「アクペ・ド・センセイ」 と呼称している。
21世紀のマーチ
作詞・作曲 ヒュー・バーンズ
発表 1983年8月
原題は「March toward The 21st Century」。国際組織であるSGI（創価学会インタナショナル）の歌であり、そこで愛唱されている。歌詞は全て英語。
この楽曲は公募の上で選ばれたもので、436作品の中の最優秀賞である。
広布に走れ
作詞・作曲 山本伸一
発表 1978年6月
学生部歌として発表されたもので、学生部員が歌う場合とその他の会員が歌う場合とで若干歌詞が異なる。
母
作詞 山本伸一、作曲 松原真美・松本真理子
発表 1976年8月
池田名誉会長の同名の長編詩を元にした歌。池田名誉会長の前でピアノ・マリンバの演奏を披露した2人の音楽大学出身の女子部員が、池田名誉会長の要請により作曲した。
紅の歌
作詞 山本伸一、作曲 菅沼知彦
発表 1981年11月
もともとは四国の男子部のために作られたもの。男子部愛唱歌。
創価学会はこの歌と共に、仏子を苦しめた輩への「反転攻勢」が開始されたとしている。
2005年4月と2016年10月には歌詞の加筆が行われた。
SGI（英語圏）では、同曲の英語版「Song of Crimson」を歌う。
なお、作成の経緯や、当時の時代背景(日蓮正宗との関係など)から、当初は「四国青年部有志」作詞とされていた。
緑の栄冠
作詞・作曲 原治子
発表 1967年8月
女子学生有志による、「師弟共戦」の決意を示した歌。のちには女子学生部のみならず、女子部全体で歌われるようになった。
青春桜
作詞 原治子、作曲 野田順子
発表 1978年3月
女子部歌。
華陽の誓い
作詞 池田華陽会、作曲 深見麻悠子
発表 2009年3月
女子部の人材育成グループを「池田華陽会」と呼称することを記念して作られた。2021年11月に女子部が婦人部と統合し女性部に名称変更の折、池田華陽会は30歳以下の女性部員という位置付けになった。
SGI（英語圏）の女子部は、「The Vow of Ikeda Kayo-kai」という同曲の英語版を歌う。
森ケ崎海岸
作詞 山本伸一、作曲 本田隆美
発表 1973年4月
歌詞は池田名誉会長が1947年に作っていた「詩」。作曲者は大田区の男子部員であり、この詩に感化されて曲を付けたもの。完成した楽曲を聴いた池田名誉会長もいたく感動したと言う。
誓いの青年よ
作詞 山本伸一、 作曲 創価学会音楽隊
発表 2014年4月
2014年から始まる「世界広布新時代」の5月3日と2014年に各地で開催される「創価青年大会」を祝して作られた。
また、SGI（英語圏）の青年部は、「Youth With a Noble Vow」という同曲の英語版を歌う。他にも韓国語版などが確認されており、2018年3月11日に行われた「世界青年部総会」では、各国語版を繋ぎ合わせた特別バージョンが演奏された。

### 各地域の歌
ああ共戦の歌
作詞 山本伸一、作曲 鈴木弘也
発表 1978年8月
北海道の歌。2006年に新たなメロディーが付けられた(作曲 宮川勝明)。
三代城の歌
作詞 山本伸一、作曲 宮川勝明
発表 2008年9月
上記の「ああ共戦の歌」を池田名誉会長が加筆し、新たなタイトルを付けたもの。メロディーは「ああ共戦の歌」の新バージョンが引き続き用いられている。
青葉の誓い
作詞・作曲 山本伸一
発表 1978年
東北の歌。
ああ感激の同志あり
作詞 山本伸一、作曲 半杭克己
発表 1978年8月
東京の歌。2017年春からは学会歌の紹介ページに加えられ、学会歌と同列に扱われている。
美しき信越
作詞 信越有志、作曲 菅野隆
信越（新潟・長野）の歌。
信濃の歌
作詞 山本伸一、作曲 半杭克己
発表 1978年8月
長野県歌。
雪山の道
作詞 山本伸一、作曲 中島光治
発表 1978年10月
新潟県歌。
この道の歌
作詞 山本伸一、作曲 中島光治
発表 1978年7月
中部の歌。
ああ誓願の歌
作詞 山本伸一、作曲 半杭克己
発表 1978年8月
北陸の歌。
常勝の空
作詞 山本伸一、作曲 杉野泰彦
発表 1978年7月
関西の歌。
地涌の讃歌
作詞 山本伸一、作曲 野田耕右
発表 1978年7月
中国の歌。
我等の天地
作詞 山本伸一、作曲 菅沼知彦
発表 1978年7月
四国の歌。
火の国の歌
作詞 山本伸一、作曲 西野恵子
発表 1978年7月
九州の歌。
大九州の友は晴ればれと
作詞 山本伸一・青年部有志、作曲 宮川勝明
発表 2006年5月
新生・九州の歌。
沖縄健児の歌
作詞 安見福寿・山本当勇、作曲 瀬底信子
発表 1960年9月
沖縄の歌。

### 各部の歌
若獅子よ勝ちまくれ
作詞 山本伸一・青年部有志、作曲 杉野泰彦
発表 2006年7月
男子部歌。1973年に作られた男子部歌「原野に挑む」(作詞 外松登)の歌詞を加筆し、題名を改めたもの。メロディーは同じだが、一部長さが変わっている。
Be Brave! 獅子の心で
作詞 少年部有志、作曲 大村一弘
発表 2002年2月
少年少女部歌。発表当初は少年部歌であった。2018年7月に行われた「SOKAキッズフェスタ」では、テンポを落としダンスをアレンジしたキッズバージョンが制作された。
正義の走者
作詞 山本伸一、作曲 菅沼知彦
発表 1978年8月 / 2010年7月
未来部歌。以前は高等部歌であったが、2010年に池田名誉会長の手によって加筆され、現在のかたちとなる。
正義の人に
作詞・作曲 中等部有志
発表 1977年8月
中等部歌。
勇気の一歩
作詞 中等部有志、作曲 小池誠一郎
未来部愛唱歌。以前は中等部歌であったが、2010年に池田名誉会長の手によって加筆され、現在のかたちとなる。
母の曲
作詞 山本伸一、作曲 中島光治
発表 1978年10月
婦人部歌。
四季の共戦譜
作詞・作曲 白ゆり合唱団有志
発表 1999年6月
婦人部愛唱歌。もともとは白ゆり合唱団の団歌として作成された。

### 各種人材グループの歌
勇気のトップランナー
作詞 婦人部有志、作曲 国分貴美子
発表 1999年9月
ヤングミセス愛唱歌。
星は光りて
作詞・作曲 山本伸一
発表 1978年7月
白蓮グループ(会合運営などに従事する女子部の人材グループ)の愛唱歌。
創価班歌
作詞 創価班歌制作委員会、作曲 杉野泰彦
発表 1978年4月
創価班(会合運営などに従事する男子部の人材グループ)の歌。発表当時は2番までしかなかった。2008年に池田名誉会長の手により加筆され、現在の歌詞となる。
輸送班の歌
創価班の前身である輸送班の歌。現在は歌われていない。
誉れの牙城会
作詞 牙城会有志、作曲 西村知彦
発表 1999年6月
牙城会(会館警備等に従事する男子部の人材グループ)の歌。発表当時は「王者の歌」という名称だった。2008年に池田名誉会長の手により加筆され、現在の名称・歌詞となる。
文化の闘士
作詞 音楽隊有志、作曲 大村一弘
発表 1999年7月
音楽隊の歌。

### 関連学校の歌
負けじ魂ここにあり
作詞：山本伸一 制作委員会 作曲：山本伸一 杉野泰彦
発表 1978年
創価学園愛唱歌　2024年3月16日の創価学園卒業式の席上、「創価学園歌」に制定が発表
草木は萌ゆる
作詞 小倉裕児 作曲 杉野泰彦
発表 1968年
創価中学・高等学校校歌
栄光の旗
作詞・作曲 新校歌作成委員会
関西創価中学・高等学校校歌
創価大学学生歌
作詞 沖洋、作曲 川上慎一
1972年11月

### 少年部愛唱歌
ぼくたちの地球
作詞・作曲 谷山浩子
発表 1971年8月
今はじまる
作詞・作曲 谷山浩子
発表 1971年8月
夜は明けた
作詞・作曲 谷山浩子
発表 1971年
走れメロス
作詞・作曲 谷山浩子
発表 1971年4月

### その他
Eternal Journey with Sensei！～永遠の師弟旅～
作詞・作曲 不明
発表 2020年8月26日
新型コロナウイルスの影響後では初となる世界広布新時代第46回本部幹部会（2020年8月26日、広宣流布大誓堂）で発表された「世界青年部歌」。
未来の地図 ～Step Forward～
作詞・作曲 不明
発表 2020年5月3日
新型コロナウイルスの影響による活動停止状態が続く中、青年部の参加型プロジェクト「歌を、つくろう #うたつく」（4月10日～）において誕生。制作中にはインスタグラムやTwitterなどでのコラボ投稿も受け付けるなど、数々の企画が行われた。
This is My Name
作詞・作曲 不明
発表 2018年3月11日
2018年3月11日に行われた「世界青年部総会」で、同総会のオリジナルソングとして発表された。現在では「世界の青年部の愛唱歌」として、日本及びSGI各国の青年部員を中心とした学会員に歌い親しまれている。
ハッピーロード(幸せの道)
作詞 片山圭子、作曲 矢島光子
発表 不明
聖教新聞配達員(「無冠の友」)の愛唱歌。
世紀の英雄
作詞 創価学会音楽隊、作曲 大村一弘
発表 1999年5月
熱原の三烈士
作詞 山本伸一、作曲 杉野泰彦
発表 1976年7月
熱原の法難を元に池田名誉会長が綴った詩に曲が付けられたもの。
星落秋風五丈原
作詞 土井晩翠、作曲 不詳
滝の詩
作詞 山本伸一、作曲 桜田武男
青森県を訪れた池田名誉会長が滝の風景に詠んだ詩に、同県在住の学会員が曲を付けたもの。壮年部員に広く親しまれている。
我が青春の牙城
作詞 新牙城会歌作成委員会、作曲 半杭克巳
発表 1984年8月
かつての牙城会歌。現在は「誉れの牙城会」(前述)が歌われている。
学会健児の歌
作詞 梅木三郎、作曲 須摩洋朔
日本陸軍軍歌「戦陣訓の歌」の替え歌。「日本男子の歌」ともよばれる。
同志の歌
作詞 戸田城聖、作曲 小川昇
発表 1946年5月
原曲は三高寮歌「行春哀歌」。
東洋広布の歌
作詞・作曲 中嶋信子
発表 1957年4月
地涌
作詞 山本伸一、作曲 塩谷純一・野田順子
発表 1984年8月
池田名誉会長が初めて訪れた座談会で詠んだ即興詩に曲が付けられたもの。この座談会での戸田城聖第2代会長との出会いをきっかけに、池田名誉会長は1947年8月24日に創価学会に入会した。
厚田村
作詞 山本伸一、作曲 杉野泰彦
発表 1976年4月
池田名誉会長の詩「厚田村」にメロディーが付けられたもの。
青年よ広布の山を登れ
作詞 山本伸一、作曲 甲斐正人
発表 1982年5月
池田名誉会長の長編詩「青年よ21世紀の広布の山を登れ」にメロディーが付けられたもの。
桜花爛漫の歌
作詞・作曲 不詳
発表 1969年
旧制大阪商科大学予科の逍遙歌の「桜花爛漫」（成立年不詳）を、学会歌として1969年頃から1、2、4番のみ使用。
嗚呼黎明は近づけり
作詞 沼間昌教、作曲 吉田丈二
発表 1966年
1923年に誕生した旧制大阪高等学校の寮歌を、学会歌として1966年頃からやや異なる節回しで使用。